# Zora Arkus-Duntov
Zora Arkus-Duntov (Bélgica, 25 de dezembro de 1909 — Detroit, 21 de abril de 1996) foi um engenheiro estadunidense nascido na Bélgica. Por seu trabalho no Chevrolet Corvette tornou-se conhecido como o "pai do Corvette".

## Vida
Nascido Zachary Arkus na Bélgica em 25 de dezembro de 1909, seu pai foi um engenheiro de minas judeu nascido na Rússia e sua mãe, também filha de judeus russos, foi estudante de medicina em Bruxelas.

## Prêmios e honrarias
- Automotive Hall of Fame, 1991[2]